# L'allegra fattoria (film 1988)
L'allegra fattoria (Funny Farm) è un film del 1988, l'ultimo in carriera diretto da George Roy Hill, interpretato dal comico Chevy Chase e tratto da un romanzo di Jay Cronley pubblicato nel 1985.
La sceneggiatura della commedia è dello sceneggiatore Jeffrey Boam, già autore della commedia horror dell'anno prima Ragazzi perduti.
Le musiche originali sono del pluripremiato compositore Elmer Bernstein, già autore della colossale colonna sonora dei Dieci comandamenti di Cecil B. Demille del 1956.

## Trama
Un giornalista sportivo e sua moglie, stanchi della solita vita frenetica di New York, decidono di andare a vivere in campagna. Ben presto scoprono che questa vita ha i suoi svantaggi.

## Produzione
Lo sceneggiatore Jeffrey Boam ha dichiarato di "amare" il libro. "Era esattamente il tipo di film che avrei sempre voluto scrivere", ha dichiarato. "Aveva bisogno di molto lavoro perché non era stato detto nel modo che si potesse filmare, ma mi è piaciuta l'idea di lavorare con Chevy. È un mio eroe della commedia e lo è ancora ”.
Boam afferma che il tono del film è cambiato da quello che si aspettava quando il regista George Roy Hill ha firmato. "George voleva fare una versione molto più elegante di quanto avessi mai immaginato," ha detto Boam. "Ho immaginato che fosse un po 'più rozzo, più umoristico, più cattivo e più simile ai film che all'epoca stava facendo Chevy, ma George era un tipo di classe e non lo avrebbe fatto. Ha fatto quello che ha fatto. Ha reso il film di classe, ed io penso che molti fan di Chevy siano stati delusi perché non era così volgare e scorretto come avrebbero potuto aspettarsi. "

## Promozione

### Manifesti
I manifesti e le locandine utilizzate per promuovere il film all'epoca della sua uscita nelle sale cinematografiche sono opera dell'illustratore Steven Chorney.

## Distribuzione

### Data di uscita
Alcune date di uscita internazionali nel corso degli anni sono state:
- 3 giugno 1988 negli Stati Uniti (Funny Farm)[3]
- 20 luglio 1989 in Germania (Funny Farm)[4]

### Edizione italiana
La pellicola in Italia è stata distribuita direttamente per il mercato home video su una videcassetta VHS della Warner Home Video (Cod. WIV 11809).